# Spermacoce viridiflora
Spermacoce viridiflora är en måreväxtart som först beskrevs av Emil Hassler, och fick sitt nu gällande namn av Rafaël Herman Anna Govaerts. Spermacoce viridiflora ingår i släktet Spermacoce och familjen måreväxter.
Artens utbredningsområde är Paraguay. Inga underarter finns listade i Catalogue of Life.